# Tuvalu miniszterelnökeinek listája
Tuvalu miniszterelnöke Tuvalu kormányának a feje. Az alkotmány értelmében a miniszterelnök csak a parlament tagja lehet, és a parlament titkos szavazással választja meg. Mivel Tuvaluban nincsenek pártok, ezért bárki indulhat ezen a választáson. A főkormányzó felelős a választás lebonyolításáért, és az ő feladata a győztes kihirdetése. 
A pozíció 1978-ban, Tuvalu függetlenné válásakor jött létre, bár egy ideig az ezt megelőző legfőbb miniszter hivatalának folytatása volt. A miniszterelnök egyben mindig Tuvalu külügyminisztere is. A miniszterelnök halálakor, ahogy ez egyszer meg is történt, a miniszterelnök-helyettes veszi át a pozíciót, míg a parlament újat nem választ. A miniszterelnököt bizalmatlansági szavazással lehet leváltani, illetve elveszíti ezt a posztját, ha nem választják be a következő parlamentbe. Jó pár miniszterelnök hivatali idejének betöltése után később főkormányzó lett. Eddig Tuvalunak kilenc miniszterelnöke volt.
|    | Név               | Hivatalba lépés      | Leváltása            |
| 1  | Toaripi Lauti     | 1978. október 1.     | 1981. szeptember 8.  |
| 2  | Tomasi Puapua     | 1981. szeptember 8.  | 1989. október 16.    |
| 3  | Bikenibeu Paeniu  | 1989. október 16.    | 1993. december 10.   |
| 4  | Kamuta Latasi     | 1993. december 10.   | 1996. december 24.   |
|    | Bikenibeu Paeniu, | 1996. december 24.   | 1999. április 27.    |
| 5  | Ionatana Ionatana | 1999. április 27.    | 2000. december 8.    |
|    | Lagitupu Tuilimu  | 2000. december 8.    | 2001. február 24.    |
| 6  | Faimalaga Luka    | 2001. február 24.    | 2001. december 14.   |
| 7  | Koloa Talake      | 2001. december 14.   | 2002. augusztus 2.   |
| 8  | Saufatu Sopoanga  | 2002. augusztus 2.   | 2004. augusztus 27.  |
| 9  | Maatia Toafa      | 2004. augusztus 7.   | 2006. augusztus 14.  |
| 10 | Apisai Ielemia    | 2006. augusztus 14.  | 2010. szeptember 29. |
| 11 | Maatia Toafa      | 2010. szeptember 29. | 2010. december 26.   |
| 12 | Willy Telavi      | 2010. december 26.   | 2013. augusztus 1.   |
| 13 | Enele Sopoaga     | 2013. augusztus 1.   | 2019. szeptember 19. |
| 14 | Kausea Natano     | 2019. szeptember 19. | hivatalban           |